# Tarnów Opolski (gmina)
Tarnów Opolski est une gmina rurale du powiat de Opole, Opole, dans le sud-ouest de la Pologne. Son siège est le village de Tarnów Opolski, qui se situe environ 15 km au sud-est de la capitale régionale Opole.
La gmina couvre une superficie de 81,6 km2 pour une population de 9 943 habitants.

## Géographie
La gmina inclut les villages de Tarnów Opolski, Kąty Opolskie, Kosorowice, Miedziana, Nakło, Przywory, Raszowa et Walidrogi
La gmina borde la ville d'Opole et les gminy de Chrząstowice, Gogolin, Izbicko et Prószków.